# 飞航
飞航是某些不具有翅膀的节肢动物借助自身产生的细丝实现远距离擴散的一种行为。主要有蜘蛛、叶螨、鳞翅目幼虫等。这些物种出于繁殖、寻找食物和栖息地的需求会进行飞航。

## 飞航的过程
飞航大体上可以分为起飞（take-off）、空中航行（flight）和降落（setting）三个阶段。
在起飞阶段，飞航者会爬到高处进行预飞航。新蛛下目的一种预飞航的方式称为“脚尖式” （tip-toe），即爬到高处后释放蛛丝；另一种是“漂筏式” （dragline）, 即爬到高处后，通过蛛丝下降到一定高度，然后再释放蛛丝进行飞行（某些原蛛下目在起飞时不会释放蛛丝）。同种的蜘蛛可能只会采取同样的方式进行预飞航。
如果天气条件适宜，蜘蛛能够在6小时内飞航30km；连续飞航则在水平方向上能够达到3,200km。在垂直方向上飞航能够到达5km高度。整体上来看，结网型蜘蛛的飞航频率大于游猎型蜘蛛。飞航者能利用蛛丝长度控制飞航距离和降落点。但由于气流的影响，飞航者对距离的控制可能较弱。
虽然飞航者很可能无法选择降落点，但是当降落点不理想时，飞航者会连续飞航，直至到达合适的地点。

## 机制
对飞航机制的解释主要有两种理论。一种理论认为飞航的动力来自于蛛丝牵引下在上升气流中的运动。另一种理论认为是在大气静电力的作用下进行的飞航。

## 参阅
- 夏洛特的网
- 蜘蛛絲